# UD Vecindario
Unión Deportiva Vecindario – hiszpański klub piłkarski, miał siedzibę w Vecindario.

## Historia
UD Vecindario został założony w 1962. Sukcesem był awans do Segunda División w sezonie 2006/07. W 2015 roku prezydent rozwiązał klub.

## Sezony
| Sezon     | Liga     | Miejsce | Puchar Króla |
| --------- | -------- | ------- | ------------ |
| 1962-1989 | Regional |         |              |
| 1989/90   | 3ª       | 7.      |              |
| 1990/91   | 3ª       | 10.     |              |
| 1991/92   | 3ª       | 15.     |              |
| 1992/93   | 3ª       | 13.     |              |
| 1993/94   | 3ª       | 13.     |              |
| 1994/95   | 3ª       | 5.      |              |
| 1995/96   | 3ª       | 11.     |              |
| 1996/97   | 3ª       | 6.      |              |
| 1997/98   | 3ª       | 10.     |              |
| 1998/99   | 3ª       | 9.      |              |
| 1999/00   | 3ª       | 3.      |              |
| 2000/01   | 2ªB      | 8.      |              |
| 2001/02   | 2ªB      | 18.     |              |

| Sezon   | Liga     | Miejsce | Puchar Króla |
| ------- | -------- | ------- | ------------ |
| 2002/03 | 2ªB      | 1.      |              |
| 2003/04 | 2ªB      | 5.      | 1/64         |
| 2004/05 | 2ªB      | 12.     | 1/64         |
| 2005/06 | 2ªB      | 4.      |              |
| 2006/07 | 2ª       | 22.     | II runda     |
| 2007/08 | 2ªB      | 11.     |              |
| 2008/09 | 2ªB      | 11.     |              |
| 2009/10 | 2ªB      | 11.     |              |
| 2010/11 | 2ªB      | 10.     |              |
| 2011/12 | 2ªB      | 19.     |              |
| 2012/13 | 3ª       | 7.      |              |
| 2013/14 | 3ª       | 20.     |              |
| 2014/15 | Regional | 13.     |              |

- 1 sezony w Segunda División
- 10 sezony w Segunda División B
- 14 sezonów w Tercera División